# La descente d’Orphée aux enfers
La descente d’Orphée aux enfers (deutsch: ‚Der Abstieg des Orpheus in die Unterwelt‘) ist eine 1686/1687 entstandene Oper (H. 488) von Marc-Antoine Charpentier (Musik) mit einem Libretto eines unbekannten Autors nach dem zehnten Buch von Ovids Metamorphosen. Es ist unklar, ob die beiden überlieferten Akte das vollständige Werk bilden, die Oper nie fertiggestellt wurde oder ob ein Teil verloren gegangen ist.

## Handlung

### Erster Akt
Szene 1. Daphné, Énone, Aréthuze, Euridice und weitere Nymphen feiern die Hochzeit Euridices und Orphées mit Vergleichen aus der Natur. Euridice bittet ihre Freundinnen, die Frühlingsblumen nicht zu zertreten, sondern daraus einen Kranz zu binden, den sie Orphée aufs Haupt setzen will. Die heitere Stimmung wird jäh unterbrochen, als Euridice von einer Schlange gebissen wird. Énone glaubt zunächst, dass sie sich an den Dornen gestochen hat und neckt sie noch. Doch Euridice sinkt sterbend zu Boden.
Szene 2. Orphée, der mit einer Gruppe von Hirten feiert, eilt zu ihr, kann jedoch nichts mehr für sie tun. Die trauernden Schäfer und Nymphen beklagen ihren Tod. Orphée will ohne sie nicht mehr leben.
Szene 3. Der Gott Apollon redet seinem Sohn Orphée den angedrohten Selbstmord aus. Er rät ihm, in die Unterwelt hinabzusteigen und die dortige Macht durch seinen Gesang und sein Leierspiel dazu zu bewegen, ihm seine Geliebte zurückzugeben.

### Zweiter Akt
Szene 1. In der Unterwelt beklagen die drei „schuldbeladenen Schatten“ Ixion, Tantale und Titye ihr Schicksal, auf ewig dieselben Qualen erleiden zu müssen.
Szene 2. Orphée erscheint und fordert die drei Jammernden auf, zu schweigen. Ihre Leiden seien nichts im Vergleich mit seinem Los. Sein ergreifender Gesang bewirkt tatsächlich, dass sie innehalten und ihre eigene Pein vergessen. Orphée hofft, dass er Pluton auf die gleiche Weise beeindrucken kann. Die Geister der Unterwelt flehen ihn an, mit seiner Musik auch ihren Schmerz zu mildern.
Szene 3. Erzürnt über die Störung in seinem Reich erscheint Pluton mit seiner Gemahlin Proserpine und einer Gruppe seliger Geister. Orphée versichert ihm, dass er seine Herrschaft nicht in Frage stellen wolle, sondern lediglich um die Rückgabe seiner geliebten Euridice bitte. Proserpine ist gerührt von seinen „süßen Klagen“. Sie fordert ihn auf, seine Geschichte zu erzählen. Orphée berichtet vom Tod Euridices. Pluton weist ihn darauf hin, dass keiner der ihm untergebenen Geister jemals aus dem Totenreich zurückkehre. Proserpine und die Geister bitten ihn, Euridice noch eine Frist zu gewähren, da die Parze ihren „Lebensfaden“ vorzeitig abgeschnitten habe. Als Orphée ihm versichert, dass sie früher oder später auf jeden Fall zu ihm zurückkehren werde, regt sich in Pluton ein Gefühl des Mitleids. Orphée erinnert ihn an seine eigene Liebe zu Proserpine, die er einst in die Unterwelt entführt hatte. Daraufhin gibt Pluto nach. Orphée darf Euridice unter der Bedingung mit sich aus dem Reich der Schatten führen, dass er sich auf dem Weg hinaus nie nach ihr umblickt.
Szene 4. Der Chor der seligen und verdammten Schatten, Furien und Geister klagt über die Abreise Orphées, der eine willkommene Linderung ihrer Qualen geboten hatte. Ihnen bleibt nur die Erinnerung an die durch seinen Gesang geweckten Gefühle.

## Gestaltung
Die Gattung der Oper ist nicht eindeutig zuzuordnen. Um eine Tragédie lyrique handelt es sich nicht, da sie keinen Prolog und deutlich weniger als fünf Akte besitzt. Die enthaltenen Tänze legen ein Comédie-ballet nahe. Doch gibt es auch – vor allem im ersten Akt – deutliche Merkmale einer Pastoraloper.
Im Gegensatz zur Vorlage Ovids bemerkt Orphée eher zufällig das Unglück, dass Euridice zugestoßen ist. Der Bote entfällt. Stattdessen ergänzte der Librettist im ersten Akt einige Nymphen und Schäfer. Wie auch in Monteverdis L’Orfeo greift Orphées Vater Apollon in die Handlung ein. Er hält seinen Sohn vom Selbstmord ab und rät ihm, Euridice aus der Unterwelt zurückzuholen.
Die von Charpentier für Mlle. de Guise komponierten Werke wurden üblicherweise im Rahmen von musikalischen Abendgesellschaften in Privathaushalten aufgeführt und haben daher deutlich kleinere Dimensionen als die in Theatern gespielten großen Opern der Gattung Tragédie lyrique. Mit 1366 Takten ist La descente d’Orphée aux enfers das längste dieser Werke und hat auch eine vergleichsweise große Instrumentalbesetzung.:142 Diese besteht aus zwei Flöten (Blockflöte und Traversflöte), zwei Violinen bzw. Tenorviolen und Generalbass (Bassviola und Cembalo).:325,469 Orphée und Euridice sind – abhängig von der jeweiligen Szene – bestimmte charakterisierende Instrumente zugewiesen. Die beiden Flöten spielen immer zu den Auftritten Euridices. In der Oberwelt wird Orphée von zwei Violinen begleitet, von denen die erste in der Partitur ausdrücklich als Violine des Orpheus bezeichnet ist – in der Unterwelt von zwei Gamben.
Charpentier ordnete in seiner Musik die verschiedenen Tonarten jeweils bestimmten Stimmungen zu, die er mit dem Begriff „Énergie des modes“ bezeichnete und die auch hier eine wichtige Rolle spielen.:406f,524 Die Oper beginnt mit einer zweiteiligen Ouvertüre im „fröhlich-pastoralen“ A-Dur – einem Marsch und einem bewegteren kontrapunktischer gestalteten Tanz im Dreiertakt, die jeweils wiederholt werden. Nach dem Schlangenbiss wechselt die Tonart zum „zärtlich-klagenden“ a-Moll. Für die Klage des Chores („Oh! Comble des malheurs!“) setzt Charpentier einen Akkord mit None, Septime und übermäßiger Quinte ein. Euridices Abschied („Orphée, adieu, je meurs“) ist durch eine fallende kleine Terz gekennzeichnet – ein Intervall, dass der Komponist später auch beim Tod Creuses in Médée und bei Davids Klage über den Tod Jonathas’ in David et Jonathas einsetzte. Nach einer deutlichen Zäsur reagiert Orphée mit seinem Rezitativ „Ah! Bergers, c’en est fait“ über einer Basslinie aus vier absteigenden Tönen:143 – einem damals beliebten „Klagesymbol“. Diese Stelle unterscheidet sich nur im Rhythmus von der Einleitung des Magnificat à 3 voix (H. 73). Orphées Trauer am Ende dieser Szene fällt durch ihre Chromatik auf. Den Auftritt Apollons in der folgenden Szene begleitet ein „heiter-kriegerisches“ C-Dur.:143
Der zweite Akt beginnt mit einer kurzen Instrumentaleinleitung. Nach der Klage der drei verdammten Seelen kündigt ein Prélude für zwei Gamben das Erscheinen Orphées an. Die Gamben begleiten fortan seinen Gesang, der sofort die Qualen der Verdammten lindert – gekennzeichnet durch einen Wechsel der Tonart F-Dur („wütend-hitzig“) nach B-Dur („prächtig-fröhlich“). Dadurch ermutigt, wechselt Orphée in die zuvor von Apollon genutzte Tonart C-Dur. Nach dem Auftritt Plutons wird das Tonarten-Schema vollends zum wichtigsten Gestaltungsmerkmal der Musik. Cessac beschreibt die Abfolge folgendermaßen::143ff
- Orphée: „Eurydice n’est plus“ – d-Moll (ernst und fromm)
- Pluton: „Le destin est contraire“ – d-Moll
- Proserpine und Chor: „Ah, puisque avant le temps“ – A-Dur (fröhlich und ländlich)
- Orphée: „Tu ne la perdras point“ – F-Dur (wütend und aufbrausend)
- Pluton: „Quel charme impérieux“ – B-Dur (prunkvoll und fröhlich)
- Proserpine und Chor: „Courage, Orphée“ – F-Dur
- Orphée: „Souviens-toi du larcin“ – G-Dur (behutsam fröhlich)
- Pluton: „Je cède, je me rends aimable“ – D-Dur (fröhlich und sehr kriegerisch)
- Orphée: „Amour, brûlant amour“ – A-Dur

Den Abschluss des zweiten Akts und möglicherweise der ganzen Oper bildet eine „Sarabande légère“ in D-Dur („freudig und sehr kriegerisch“).

## Werkgeschichte
Charpentiers Oper La descente d’Orphée aux enfers (H 488) entstand Ende 1686 bis Anfang 1687 im Auftrag des Hauses de Guise, für das der Komponist damals arbeitete. Sie basiert auf dem zehnten Buch von Ovids Metamorphosen. Es handelt sich bereits um Charpentiers zweite Beschäftigung mit diesem Stoff, denn schon einige Jahre vorher hatte er seine Kantate Orphée descendant aux enfers (H 471) für drei Männerstimmen (Orpheus, Tantalus und Ixion) komponiert, die heute als erste französische Kantate angesehen wird. Der Librettist seiner Oper ist nicht bekannt.:469 Es ist eine Kammeroper, die vermutlich nur ein einziges Mal in konzertanter Form im Salon der Mlle. de Guise oder ihrer jüngeren Verwandten, der „Madame de Guise“, aufgeführt wurde. Die Komposition wurde seinerzeit nicht als Druck veröffentlicht. Sie ist als Manuskript in Band XIII von Charpentiers Mélanges autographes erhalten.:469
Die Namen der Ausführenden sind abgekürzt im Manuskript genannt: „Guy.“, „Tal.“, „Isab.“, „Bri.“, „Gd. M.“, „Anth.“, „Charp.“, „Boss.“, „Beaup.“, „Carl.“, „Anth.“, „Pierot“, „Loullié“ [sic].:469 Demnach sang M. Anthoine die Titelrolle, während Charpentier selbst die Partie des Ixion übernahm. Zu den im Testament der Mlle. de Guise identifizierbaren Instrumentalisten zählten Étienne Loulié, Toussaint Collin, Nicolas Montailly und Anne „Manon“ Jacquet, eine als Kammerzofe und „fille de la musique“ angestellte Schwester der Komponistin Élisabeth Jacquet de La Guerre. „Anth.“ und „Pierot“ sind wahrscheinlich die Flötisten-Brüder Antoine und Pierre Pièche – Musiker des Königs, die das Ensemble der de Guise bei Bedarf verstärkten.:104f Die unterschiedlichen Chöre der Oper setzten sich aus den Gesangssolisten selbst zusammen, die möglicherweise auch als Tänzer auftraten.
Der Schluss der Oper bleibt offen. Da keine Hinweise auf einen dritten Akt existieren, ist es denkbar, dass die Oper nie fertiggestellt wurde. Die moderne Forschung geht dennoch üblicherweise davon aus, dass der Schluss verloren ging.

## Aufnahmen
- 1995 – William Christie (Dirigent), Les Arts Florissants.
 Patricia Petibon (Daphné und Énone), Katalin Károlyi (Aréthuze), Sophie Daneman (Euridice), Paul Agnew (Orphée), Jean-Francois Gardeil (Apollon und Titye), François Piolino (Tantale), Steve Dugardin (Ixion), Fernand Bernard (Pluton), Monique Zanetti (Proserpine).
 Studioaufnahme.
 Erato 0630-11913-2 (1 CD).[4]:2760
- 23. Mai 1995 – Besetzung wie bei der Studioaufnahme von 1995.
 Live aus der Königlichen Oper Versailles.[4]:2761
- 1.–6. Juli 2013 – Paul O’Dette und Stephen Stubbs (Dirigent), Boston Early Music Festival Vocal & Chamber Ensemble.
 Teresa Wakim (Daphné und Aréthuze), Dorothee Mields (Énone und Proserpine), Amanda Forsythe (Euridice), Aaron Sheehan (Orphée), Jesse Blumberg (Apollon und Titye), Zachary Wilder (Tantale), Jason McStoots (Ixion), Douglas Williams (Pluton).
 Studioaufnahme aus dem Sendesaal Bremen, Kooperation von Radio Bremen, dem Boston Early Music Festival und dem Label cpo.
 Auszeichnung bei den Grammy Awards 2015 als „beste Opernaufnahme“.
 Auszeichnung mit dem ECHO Klassik 2015 als „Operneinspielung des Jahres“ der Kategorie „Oper bis 17./18. Jahrhundert“.
 cpo 777 876-2.[5]
- 2014 – Hernán Schvartzman (Dirigent), Serge van Veggel (Inszenierung), Thom Stuart (Choreographie), Herbert Janse (Bühnenbild), Joost van Wijmen (Kostüme), Uri Rapaport (Licht), Baroque ensemble Opera2day, Vox Luminis, De Dutch Don’t Dance Division.
 Zsuzsi Tóth (Daphné), Amélie Renglet (Énone), Victoria Cassano (Aréthuze), Sophie Junker (Euridice), Reinoud van Mechelen (Orphée), Lionel Meunier (Apollon), Geoffroy Buffière (Pluton), Stephanie True (Proserpine), Marine Fribourg (Mezzosopran), Raphael Höhn (Altus), Robert Buckland (Tenor).
 Ergänzt um weitere Stücke Charpentiers; Gesamttitel: La troupe d’Orphée.
 Video aus der Grote Kerk in Den Haag.
 Übertragung im Rahmen der Opera Platform.[6]
- 2016 – Sébastien Daucé (Dirigent), Ensemble Correspondances.
 Violaine Le Chenadec (Daphné), Caroline Dangin-Bardot (Énone), Caroline Arud (Aréthuze), Caroline Weynants (Euridice), Robert Getchell (Orphée), Étienne Bazola (Apollon und Titye), Davy Cornillot (Tantale), Stephen Collardelle (Ixion), Nicolas Brooymans (Pluton), Lucile Richardot (Proserpine).
 Aufnahme aus dem MC2 in Grénoble.
 Harmonia Mundi HMM 902279.[7]
- 2017 – Ronan Khalil (Dirigent), Ensemble Desmarest.
 Maïlys de Villoutreys (Daphné), Jeanne Crousaud (Énone), Dagmar Saskova (Aréthuze), Céline Scheen (Euridice), Cyril Auvity (Orphée), Virgile Ancely (Apollon und Titye), Guillaume Gutierrez (Tantale), Kevin Skelton (Ixion), Etienne Bazola (Pluton), Floriane Hasler (Proserpine).
 Glossa GCD 923602.[8]
- Februar 2019 – Reinoud van Mechelen und Lionel Meunier (Dirigent), A Nocte Temporis, Vox Luminis.
 Zsuzsi Tóth (Daphné), Clara Coutouly (Énone), Victoria Cassano (Aréthuze), Déborah Cachet (Euridice), Reinoud Van Mechelen (Orphée), Lionel Meunier (Apollon, Titye und Tantale), Philippe Froeliger (Tantale und Ixion), Raphael Höhn (Ixion), Geoffroy Buffière (Pluton), Stefanie True (Proserpine).
 Aufnahme aus der Keyhof-Kapelle in Huldenberg, Belgien.
 Alpha 566.[9]